# Louis Pastre
Louis Pastre, né le 27 octobre 1863 à Clermont-l'Hérault (Hérault) et mort le 15 février 1927 à Perpignan, est un écrivain et grammairien catalan. Membre fondateur et secrétaire de la Société d'études catalanes à Perpignan, il est l'auteur de dix-sept ouvrages et d'une centaine de contributions à des revues, principalement dans la Revue Catalane.

## Biographie
Né dans une famille de petits agriculteurs, il termine sa scolarité au collège de Clermont-l'Hérault. Il enseigne à partir de 1881 dans le Languedoc puis poursuit sa carrière en 1888 dans les Pyrénées-Orientales. Il est titularisé comme instituteur en 1889. Il enseigne au Collège de Perpignan puis dans plusieurs villes du Roussillon, notamment à Ille-sur-Têt où il a pour élève le futur poète Joseph-Sébastien Pons. Il s'établit définitivement à Perpignan en 1900. En 1906, il devient l'un des fondateurs de la Société d'études catalanes, dont il est secrétaire. Il publie de nombreux articles de pédagogie dans la Revue Catalane. Précurseur de l’enseignement intégré du catalan et du français à l’école publique, il formalise en 1907 une "méthode mixte", en faveur de l’apprentissage du français par, et pour, le catalan à l’école primaire. Cette position, qui remet en question la pédagogie régionaliste, suscitera une opposition de l'administration et une certaine indifférence des instituteurs. Louis Pastre se consacrera ensuite au catalan mais hors de l'école. Il s'est également distingué par son fort militantisme syndical. En 1908, il devient président de l'Union des enseignants des Pyrénées-Orientales. 

## Œuvres
- Louis Pastre et Jules Combes, Essai d'éducation sociale à l’école avec le concours de la famille : Guide du maître, Paris, Bibliothèque d’Éducation, 1902, 2e éd., 24 p.
- Louis Pastre et Sylvain Davin, Le français usuel enseigné par les exercices de langage et de lecture aux enfants de 6 à 9 ans, Perpignan, Imprimerie J. Comet, 1904, 24 p.
- (fr + ca) La Langue catalane populaire en Roussillon. Recueil de documents..., Perpignan, Société d’études catalanes. Imprimerie J. Comet, 1908, 58 p. (lire en ligne).
- (fr + ca) Le français enseigné par les exercices de traduction de textes catalans : aux enfants de 9 à 15 ans : notes grammaticales et remarques sur la comparaison de deux langues : cours moyens et supérieurs des écoles primaires, cours complémentaires et écoles primaires supérieures, Perpignan, Louis Pastre, [1911], 119 p. (lire en ligne).
- (fr + ca) De l'emploi de l'HI et de ELS HI, Perpignan, J. Comet, 1912, 16 p. (lire en ligne).
- (fr + ca) Les catalanismes à l'école : enquête faite dans les écoles du Roussillon avec la collaboration de plusieurs instituteurs roussillonnais, Perpignan, Imprimerie Catalane, 1913, 49 p. (lire en ligne).
- Le sous-dialecte bas-languedocien de Clermont l'Hérault : notes historiques, philologiques, grammaticales, lexicographiques, folkloriques et bibliographiques, Perpignan, Imprimerie J. Comet, 1913, 161 p. (lire en ligne).
- Ramon Lull et son œuvre pédagogique, Perpignan, Imprimerie Catalane, 1915, 28 p.
- (fr + ca) La version catalane de peau d’âne : avec la traduction littérale, Perpignan, Imprimerie Catalane, 1917, 7 p.
- (fr + ca) Enseignement de la langue catalane par la méthode des doubles textes, Perpignan, Imprimerie Catalane J. Comet, 1920, 86 p. (lire en ligne).
- (fr + ca) Louis Pastre et Joseph-Sébastien Pons, Éléments de grammaire catalane : Rédigée conformément aux règles orthographiques en usage dans la littérature moderne, Perpignan, Imprimerie Catalane, 1925, 128 p. (lire en ligne).